# المیریم، پارا
المیریم، پارا (به پرتغالی: Almeirim, Pará) یک شهرستان در برزیل است که در پارا واقع شده‌است.

## خصوصیات
المیریم ۷۲٬۹۶۰٫۲۷۴ کیلومترمربع مساحت و ۳۱٬۴۷۵ نفر جمعیت دارد و ۶۵ متر بالاتر از سطح دریا واقع شده‌است.